# (35601) 1998 HJ122
1998 HJ122 (asteroide 35601) é um asteroide da cintura principal. Possui uma excentricidade de 0.16306840 e uma inclinação de 13.83303º.
Este asteroide foi descoberto no dia 23 de abril de 1998 por LINEAR em Socorro.